# Козница (Владичин Хан)
Козница је насеље у Србији у општини Владичин Хан у Пчињском округу. Према попису из 2022. било је 162 становника (према попису из 1991. било је 275 становника).

## Тип
Козница је село разбијеног типа. Дели се на ове махале: Рупа или Река, Црквиште, Кошариште, Коларовци и Прокос. Прва махала је главна и налази се у јужном, а последња је у северном делу атара, докје растојање између њих је око 5 километара. Козница је 1960. године имала 52 дома.

## Демографија
У насељу Козница живи 193 пунолетна становника, а просечна старост становништва износи 40,7 година (38,2 код мушкараца и 42,9 код жена). У насељу има 73 домаћинства, а просечан број чланова по домаћинству је 3,22.
Ово насеље је великим делом насељено Србима (према попису из 2002. године), а у последња три пописа, примећен је пад у броју становника.

## Историја
У Историјским изворима из средњег века помиње се село Козница Кричановска. Њу је приложио севастократ Дејан и 1355. године потврдио цар Душан Св. Богородици у Архиљевици. По хрисовуљи цара "Срба и Грка" Уроша из 1365. године. село "Козница Кричановска" је са другим селима у околини, дата за издржавање манастира Хиландара. Касније (1379. и 1381. године) село Козницу је царица Јевдокија Дејановићка са сином Константином потврдила - приложила Хиландару. Историчари претпостављају да се наведени помен односи на ово село у Грделичкој Клисури.
До 1900. године постојало је једно село Козница. Делило се на два краја, Горњи и Доњи. Од те године Доња Козница административно припада Владичином Хану, а Горња Козница Сурдулици и она се, због тога што је мала, сада сматра као махала села Дикаве. Доња Козница, под именом Козница се сматра и води као посебно село.
Приликом ослобађања од Турака 1878. године Козница је била затечена као арбанашко-српско село. Имало је око 10 кућа Арбанаса и 9 кућа Срба. Арбанаси су се звали: Саит, Лиман, Ченга, Асан, Мурат, Шејтан и др. Поменуте године, чим је српска војска „пробила фронт код Грделице“ сви Арбанаси су се иселили „у правцу Скопља“. У народу се говори да су се кознички Арбанаси доселили из Алакинаца у суседној сурдуличкој котлиници. Они су овде, приликом досељавања, затекли Србе, којима су одузели најбоље њиве. Имали су чифлик и у селу Дикави. Све арбанашке куће налазиле су се у данашњој Рупи или Река Махале – око данашње сеоске школе. У овом селу није постојала џамија. Арбанаси су имали гробље у ливади садашњег власника Богдана Марковића. Последња арбанашка кућа срушена је пре око 50 година.
Године 1878. у селу Козници, у Масуричком срезу је пописано 13 кућа, са 18 пореских глава и укупно 69 наводно неписмених становника.
После исељавања Арбанаса у Козницу су се почели насељавати Срби. Већи део Срба доселио се из суседног Ружића.
Сеоска слава је Други дан Духова. Тада се приређује сабор око крста у махали Уковиште. Гробље се налази у близини ранијег арбанашког гробља, где је било и старо српско гробље у турско доба. О већим празницима мештани Кознице посећују цркву у Ружићу.

## Земље и шуме
Поједини крајеви атара носе ове називе: Голема Њива, Саитова Њива, Фејзина Њива, Асанова Њива, Асаново Ливадче, Аљабака, Крчмиште, Ћерамидница, Трендафилка, Дубрава, Превалац, Зајка, Росуља, Пржаљ, Горуњ, Лудно Глава, Големо Дрво, Ланиште, Дојчин Мост, Станци, Алакинска Корија („држали их Турци из Алакинца), Тршевина и Камен.
|  |

| Демографија | Демографија | Демографија |
| Година      | Становника  | Становника  |
| ----------- | ----------- | ----------- |
| 1948.       | 284         |             |
| 1953.       | 298         |             |
| 1961.       | 360         |             |
| 1971.       | 323         |             |
| 1981.       | 298         |             |
| 1991.       | 275         | 275         |
| 2002.       | 235         | 235         |
| 2011.       | 207         |             |
| 2022.       | 162         |             |

| Етнички састав према попису из 2002.‍ | Етнички састав према попису из 2002.‍ | Етнички састав према попису из 2002.‍ | Етнички састав према попису из 2002.‍ | Етнички састав према попису из 2002.‍ |
| ------------------------------------ | ------------------------------------ | ------------------------------------ | ------------------------------------ | ------------------------------------ |
|                                      |                                      |                                      |                                      |                                      |
| Срби                                 | Срби                                 |                                      | 232                                  | 98,72%                               |
| непознато                            | непознато                            |                                      | 1                                    | 0,42%                                |

| Година пописа     | 1948. | 1953. | 1961. | 1971. | 1981. | 1991. | 2002. |
| ----------------- | ----- | ----- | ----- | ----- | ----- | ----- | ----- |
| Број домаћинстава | 47    | 50    | 69    | 69    | 65    | 71    | 73    |

| Број чланова      | 1  | 2  | 3 | 4  | 5 | 6 | 7 | 8 | 9 | 10 и више | Просек |
| ----------------- | -- | -- | - | -- | - | - | - | - | - | --------- | ------ |
| Број домаћинстава | 15 | 15 | 7 | 19 | 9 | 8 | 0 | 0 | 0 | 0         | 3,22   |

| Пол    | Укупно | Неожењен/Неудата | Ожењен/Удата | Удовац/Удовица | Разведен/Разведена | Непознато |
| ------ | ------ | ---------------- | ------------ | -------------- | ------------------ | --------- |
| Мушки  | 92     | 27               | 61           | 4              | 0                  | 0         |
| Женски | 111    | 26               | 61           | 22             | 2                  | 0         |
| УКУПНО | 203    | 53               | 122          | 26             | 2                  | 0         |

| Пол    | Укупно                    | Пољопривреда, лов и шумарство | Рибарство                            | Вађење руде и камена | Прерађивачка индустрија       |
| ------ | ------------------------- | ----------------------------- | ------------------------------------ | -------------------- | ----------------------------- |
| Мушки  | 43                        | 6                             | 0                                    | 0                    | 13                            |
| Женски | 10                        | 1                             | 0                                    | 0                    | 7                             |
| УКУПНО | 53                        | 7                             | 0                                    | 0                    | 20                            |
| Пол    | Производња и снабдевање   | Грађевинарство                | Трговина                             | Хотели и ресторани   | Саобраћај, складиштење и везе |
| Мушки  | 0                         | 4                             | 4                                    | 0                    | 3                             |
| Женски | 0                         | 0                             | 0                                    | 0                    | 0                             |
| УКУПНО | 0                         | 4                             | 4                                    | 0                    | 3                             |
| Пол    | Финансијско посредовање   | Некретнине                    | Државна управа и одбрана             | Образовање           | Здравствени и социјални рад   |
| Мушки  | 0                         | 0                             | 0                                    | 1                    | 0                             |
| Женски | 0                         | 0                             | 0                                    | 0                    | 1                             |
| УКУПНО | 0                         | 0                             | 0                                    | 1                    | 1                             |
| Пол    | Остале услужне активности | Приватна домаћинства          | Екстериторијалне организације и тела | Непознато            | Непознато                     |
| Мушки  | 0                         | 0                             | 0                                    | 12                   | 12                            |
| Женски | 0                         | 0                             | 0                                    | 1                    | 1                             |
| УКУПНО | 0                         | 0                             | 0                                    | 13                   | 13                            |